# Steve Marriott
Stephen Peter Marriott (Londen, 30 januari 1947 - Arkesden (Essex), 20 april 1991), beter bekend als Steve Marriott, was een succesvolle en veelzijdige Engelse singer-songwriter, gitarist en musicus. Zijn handelsmerk was zijn zeer krachtige stem, ondanks zijn kleine gestalte en zijn agressieve stijl van gitaarspelen in rockbands als Small Faces (1965-1969 en 1975-1978) en Humble Pie (1969-1975).
In Engeland werd Marriott een populair, vaak gefotografeerd, "mod style" icoon, dankzij zijn rol als zanger en sologitarist bij The Small Faces in het midden van de jaren 60. Marriott werd op vroege leeftijd beïnvloed door Buddy Holly, Booker T. & the M.G.'s, Ray Charles, Otis Redding, Muddy Waters en Bobby Bland. 
Na zijn jaren bij Humble Pie trad Marriott enige tijd solo op. Toen oude nummers van the Small Faces opnieuw succes hadden, lag een reünie van de band voor de hand. Samen met Ian MacLagan, Kenney Jones en nieuwkomer Rick Wills werd de groep nieuw leven ingeblazen. Succes bleef echter uit en in 1978 gingen the Small Faces definitief uiteen. Vanaf dat moment was Marriott weer alleen op de podia te zien.
In zijn latere leven raakte Marriott gedesillusioneerd in de muziekindustrie, keerde zich af van de grote platenmaatschappijen en leidde een relatief obscuur leven. Hij keerde terug naar zijn muzikale wortels, spelend in pubs en clubs in en rond Londen en Essex.
Marriott overleed op 20 april 1991 als gevolg van een brand - waarschijnlijk veroorzaakt door een sigaret -die door zijn 16e-eeuwse huis in Arkesden, Essex raasde. Postuum ontving hij in 1996 de Ivor Novello Award voor zijn uitmuntende bijdrage aan de Britse muziek en hij staat in Mojo genoteerd in de top-100 van beste zangers van deze tijd.

## Trivia
Steve Marriots hond, genaamd Seamus, is te horen op het gelijknamige nummer van het album Meddle van de rockgroep Pink Floyd.